# Zhu Yongxin
Zhu Yongxin (en chino: 朱勇鑫; 8 de enero de 2004) es un deportista chino que compite en saltos de plataforma. Ganó una medalla de oro en el Campeonato Mundial de Natación de 2025, en la prueba de plataforma 10 m sincro mixto.

## Palmarés internacional
| Campeonato Mundial | Campeonato Mundial  | Campeonato Mundial | Campeonato Mundial           |
| Año                | Lugar               | Medalla            | Prueba                       |
| ------------------ | ------------------- | ------------------ | ---------------------------- |
| 2025               | Singapur (Singapur) | Medalla de oro     | Plataforma 10 m sincro mixto |